# Cáceres (kommun i Colombia)
Cáceres är en kommun i Colombia.   Den ligger i departementet Antioquía, i den nordvästra delen av landet, 400 km norr om huvudstaden Bogotá. Antalet invånare är 28 945. Arean är 1 996 kvadratkilometer.
Terrängen i Cáceres är varierad.